# Otomar Kvech
Otomar Kvech (født 25. maj 1950 i prag, Tjekkiet - død 16. marts 2018) var en tjekkisk komponist, lærer og producent.
Kvech studerede komposition på Prags Musikkonservatorium hos bl.a. Miroslav Raichel og Jan Zdenek Bartos,og senere hos Jiri Pauer og Emil Hlobil på Academy of Performing Arts.
Han har srevet fem symfonier, orkesterværker, vokalværker, korværker, kammermusik etc. Han blev senere rektor på komponist afdelingen på Musikkonservatoriet i Prag, og senere producer på tjekkisk radio.

## Udvalgte værker
- Symfoni nr. 1 i C mol (1974) - for orgel og orkester
- Symfoni nr. 2 i Eb dur - (1982) - for orkester
- Symfoni nr. 3 i D dur - (1984) - for orkester
- Symfoni nr. 4 i E mol - (1987) - for strygerkvartet og orkester
- Symfoni nr. 5 i A dur - ("Fire årstider") (2001) - for orgel og orkester
- Sinfonietta "Metamorfoser" (1976) - for violin og kammerorkester